# 克里斯蒂安娜·皮尔克
克里斯蒂安娜·皮尔克（德語：Christiane Pielke，1963年5月12日—），德国女子游泳运动员。她曾代表西德参加1984年和1988年夏季奥林匹克运动会游泳比赛，其中1984年奥运会获得一枚铜牌。